# Beano da Bulgária
Beano (em grego: Βαιανός; romaniz.: Baíanos; em latim: Baeanus) ou Batebaiano (em grego: Βατβαιᾶν; romaniz.: Batbaian) foi um nobre búlgaro do século VII e membro do clã Dulo. Era o filho mais velho do cã Cubrato e teve quatro irmãos, Asparuque, Cotrago e outros dois indivíduos de nome desconhecido (talvez Alzeco e Cuber). Já foi associado anteriormente com o cã Bezmer citado na Nominália dos Cãs Búlgaros, mas essa associação é atualmente rejeitada. Segundo Steven Runciman, Bezmer foi o único filho de Cubrato e os ditos cinco filhos de Cubrato eram, na verdade, seus netos.
Segundo as fontes do período, após Cubrato falecer (m. 642/665), seus filhos tomaram o controle da Antiga Grande Bulgária em seu lugar e é possível que permaneceram sob domínio de Beano, pois era o mais velho. Essa união logo deixou de existir e, à exceção de Beano que permaneceu nas terras ancestrais dos búlgaros, os irmãos se dividiram e migraram. Com o esvaziamento do reino devido às emigrações, a Antiga Grande Bulgária tornou-se presa fácil para as incursões dos cazares, que a conquistaram e fizeram Beano seu vassalo.